# Brighton, Iowa
Brighton är en ort i Washington County i Iowa. Vid 2010 års folkräkning hade Brighton 652 invånare.

## Kända personer från Brighton
- William Ward Johnson, politiker